# Portretul lui François Buron
Portretul lui François Buron este o pictură realizată în ulei pe pânză de către artistul francez Jacques-Louis David în 1769.
Datează din perioada sa de formare și este una dintre primele sale lucrări cunoscute. Îl înfățișează pe unchiul său, François Buron, și a rămas în posesia urmașilor săi până la moartea ultimului descendent, A Baudry, în 1903. A fost vândut la vânzarea Regnault din 22 iunie 1905 pentru 6.000 de franci. A ajuns apoi la Drouot la vânzarea Victor Gay din 23 aprilie 1909 pentru 1.500 de franci. A fost vândut anonim la 15 decembrie 1937 și a făcut parte ulterior din colecțiile lui Robert Lebel și Madame Gas. A fost vândut galeriei Wildenstein și apoi actualului proprietar privat din New York în 1985.